# 佐佐木睦美 (插畫家)
佐佐木睦美（2月17日—），是出身於日本北海道的男性插圖畫家。
主要為美少女遊戲作人物設計、繪製原畫。現時為自由身狀態。

## 主要作品

### 人物設計
- 秋之回憶
- 秋之回憶2
- HAPPY☆LESSON
- 雙戀
- Myself ; Yourself
- Chaos;HEAd
- Chaos;HEAd LoveChu☆Chu!
- マジカ★マジカ
- L@ve once
- CHAOS;CHILD

### 繪製插圖
- 水瓶戰記
- （著：清涼院流水）
- （著：清涼院流水）

### 畫集
MediaWorks2006年初版，ISBN 978-4-8402-3295-1
台灣角川2007年8月9日初版第1刷發行，ISBN 978-986-174-429-2
該畫集是集合了由1998 - 2005年主要所畫的原畫，主要分為四部份：
- 雙戀
- 秋之回憶與秋之回憶2
- HAPPY☆LESSON
- 其它原畫，包括其同人原畫。

而當中的附錄中有標明所有原畫的出處。

MediaWorks2008年初版，ISBN 978-4-8401-2200-9
收錄上一畫集未收錄的插畫。

## 外部連結
- http://www.ne.jp/asahi/hp/belfacs/（页面存档备份，存于） （本人營運的網站）
- 佐佐木睦美的X（前Twitter）